# Mistrzostwa Świata Mężczyzn w Curlingu 1966
Mistrzostwa Świata Mężczyzn w Curlingu 1966 – odbyły się pod nazwą Scotch Cup. Turniej rozegrano w Vancouver, w PNE Forum. W mistrzostwach uczestniczyło 7 reprezentacji. Złoty medal obroniła drużyna z Kanaday.

## Reprezentacje
| Kraj              | Czwarty             | Trzeci          | Drugi             | Pierwszy            |
| ----------------- | ------------------- | --------------- | ----------------- | ------------------- |
| Francja           | Jean Albert Sulpice | Alain Bozon     | André Ducrey      | Maurice Sulpice     |
| Kanada            | Ron Northcott       | George Fink     | Bernie Sparkes    | Fred Storey         |
| Norwegia          | Nils Wiedemann      | Johann Lefstad  | Henrik Mollerjius | Rudolf Ingebrigtsen |
| Stany Zjednoczone | Bruce Roberts       | Joe Zbacnik     | Gerry Toutant     | Mike O’Leary        |
| Szkocja           | Chuck Hay           | John Bryden     | Alan Glen         | David Howie         |
| Szwajcaria        | Paul Kundert        | Alois Zimmerman | Walter Eleganti   | Wolf Lennartz       |
| Szwecja           | Lars Dracke         | Olle Gewalt     | Ove Ingels        | Sven Fryksenius     |

## Wyniki

### Klasyfikacja Końcowa
| # | Kraj              |
| - | ----------------- |
| 1 | Kanada            |
| 2 | Szkocja           |
| 3 | Stany Zjednoczone |
| 4 | Szwecja           |
| 5 | Szwajcaria        |
| 6 | Norwegia          |
| 7 | Francja           |

### Finał
|        | Wynik  |         |
| ------ | ------ | ------- |
| Kanada | 12 – 5 | Szkocja |

### Półfinały
|         | Wynik  |                   |
| ------- | ------ | ----------------- |
| Kanada  | 15 – 6 | Szwecja           |
| Szkocja | 14 – 7 | Stany Zjednoczone |

### Round Robin
| Sesja |                   | Wynik  |                   |
| ----- | ----------------- | ------ | ----------------- |
| 1     | Szkocja           | 8 – 7  | Stany Zjednoczone |
| 1     | Norwegia          | 12 – 8 | Francja           |
| 1     | Szwecja           | 4 – 16 | Kanada            |
| 2     | Szwecja           | 14 – 7 | Norwegia          |
| 2     | Stany Zjednoczone | 17 – 9 | Francja           |
| 2     | Szwajcaria        | 10 – 8 | Szkocja           |
| 3     | Szwajcaria        | 6 – 9  | Szwecja           |
| 3     | Norwegia          | 5 – 22 | Szkocja           |
| 3     | Francja           | 1 – 23 | Kanada            |
| 4     | Kanada            | 16 – 8 | Szkocja           |
| 4     | Francja           | 4 – 13 | Szwajcaria        |
| 4     | Szwecja           | 6 – 13 | Stany Zjednoczone |
| 5     | Kanada            | 11 – 5 | Norwegia          |
| 5     | Francja           | 6 – 15 | Szwecja           |
| 5     | Szwajcaria        | 13 – 5 | Stany Zjednoczone |
| 6     | Kanada            | 11 – 8 | Szwajcaria        |
| 6     | Francja           | 8 – 16 | Szkocja           |
| 6     | Norwegia          | 3 – 15 | Stany Zjednoczone |
| 7     | Kanada            | 13 – 8 | Stany Zjednoczone |
| 7     | Szkocja           | 13 – 6 | Szwecja           |
| 7     | Szwajcaria        | 8 – 13 | Norwegia          |